# Джули Бери
Джули Бери (на английски: Julie Berry) е американска писателка на произведения в жанра исторически и съвременен любовен роман, романтичен трилър, фентъзи и детска литература. Пише детска литература и под псевдонима Лекси Конър (Lexi Connor).

## Биография и творчество
Джулиана „Джули“ Гарднър Бери е родена през 1974 г. в Медина, Ню Йорк, САЩ. Най-малката е в семейство от седем деца. Отраства във ферма в Западен Ню Йорк. От малка се запалва по четенето и мечтае да бъде писателка. Получава бакалавърска степен по журналистика в Политехническия институт в Трой, Ню Йорк.
След колежа се омъжва за Филип Бери. Имат четири сина. След раждането на четвъртия си син решава, че може да се опита да осъществи мечтата си. Получава магистърска степен по творческо писане в областта на литературата за деца и юноши от Колежа по изящни изкуства във Върмонт. Първият си ръкопис на роман пише в колежа, но не е издаден.
Първият ѝ исторически любовен роман „The Amaranth Enchantment“ (Очарованието на амаранта) е издаден през 2009 г.
През 2010 г. издава първата си книга за деца „The Rat Brain Fiasco“ от поредицата „Сплурч Академи“ с илюстрации от по-голямата ѝ сестра Сали Фей Гарднър.
През 2011 – 2012 г. издава поредицата от детски комиксови книжки „Бъди магьосник“ под псевдонима Лекси Конър.
През 2013 г. е издаден любовният ѝ аудио-роман „Цялата истина в мен“, който става бестселър и е номиниран за различни награди.
Джули Бери живее със семейството си в Темпъл Сити, Калифорния.

## Произведения

### Като Джули Бери

#### Самостоятелни романи
- The Amaranth Enchantment (2009)
- Secondhand Charm (2010)
- All the Truth That's In Me (2013)
Цялата истина в мен, изд. „Егмонт България“, София (2013), и като аудио-книга, прев. Гергана Дечева
- The Scandalous Sisterhood of Prickwillow Place (2014)
- The Passion of Dolssa (2016)
- The Emperor’s Ostrich (2017)
- Wishes and Wellingtons (2018) (аудиокнига)
- Lovely War (2019)

### Като Джули Гарднър Бери

#### Серия „Сплурч Академи“ (Splurch Academy) – с илюстрации на Сали Фей Гарднър
1. The Rat Brain Fiasco (2010)
2. Curse of the Bizarro Beetle (2010)
3. The Colossal Fossil Freakout (2011)
4. The Trouble with Squids (2011)

### Като Лекси Конър

#### Серия „Бъди магьосник“ (B Magical)
1. The Missing Magic (2011) – издаден и като „Spelling B and the Missing Magic“
2. The Trouble with Secrets (2011)
3. The Runaway Spell (2010)
4. The Cat-Astrophe (2010) – издаден и като „Spelling B and the Cat-Astrophe“
5. The Chocolate Meltdown (2011)
6. The Superstar Sister (2012)